# Campionati europei di atletica leggera 1938 - Salto in alto maschile
Il salto in alto maschile ai campionati europei di atletica leggera 1938 si svolse il 5 settembre 1938.

## Podio
| Oro     | Kurt Lundqvist Svezia   |
| Argento | Kalevi Kotkas Finlandia |
| Bronzo  | Lauri Kalima Finlandia  |

## Risultati
| Pos.    | Nome               | Nazionalità    | Tempo  | Note |
| ------- | ------------------ | -------------- | ------ | ---- |
| Oro     | Kurt Lundqvist     | Svezia         | 1.97 m |      |
| Argento | Kalevi Kotkas      | Finlandia      | 1.94 m |      |
| Bronzo  | Lauri Kalima       | Finlandia      | 1.94 m |      |
| 4       | Åke Ödmark         | Svezia         | 1.90 m |      |
| 5       | Erik Stai          | Norvegia       | 1.90 m |      |
| 6       | Jean Moiroud       | Francia        | 1.85 m |      |
| 7       | Hubert Stubbs      | Gran Bretagna  | 1.85 m |      |
| 8       | Janós Cserna       | Ungheria       | 1.85 m |      |
| 9       | Josef Cespiva      | Cecoslovacchia | 1.80 m |      |
| 10      | Jacques Mantran    | Francia        | 1.80 m |      |
| 11      | Ruggero Biancani   | Italia         | 1.80 m |      |
| 12      | Richard O’Rafferty | Irlanda        | 1.80 m |      |
| 13      | Wim Spanjerdt      | Paesi Bassi    | 1.80 m |      |
| 14      | J. Wege            | Lussemburgo    | 1.70 m |      |